# بخش گاجاپاتی
بخش گاجاپاتی (به انگلیسی: Gajapati district) یک بخش در هند است که در اودیسا واقع شده‌است. بخش گاجاپاتی ۳٬۸۵۰ کیلومتر مربع مساحت و ۵۷۵٬۸۸۰ نفر جمعیت دارد.